# Pseudothalestris nobilis
Pseudothalestris nobilis är en kräftdjursart som först beskrevs av Baird 1850.  Pseudothalestris nobilis ingår i släktet Pseudothalestris och familjen Thalestridae. Inga underarter finns listade i Catalogue of Life.